# (27584) Barbaravelez
(27584) Barbaravelez est un astéroïde de la ceinture principale d'astéroïdes.

## Description
(27584) Barbaravelez est un astéroïde de la ceinture principale d'astéroïdes. Il fut découvert le 25 octobre 2000 à Socorro (Nouveau-Mexique) par le projet LINEAR. Il présente une orbite caractérisée par un demi-grand axe de 2,76 UA, une excentricité de 0,18 et une inclinaison de 4,6° par rapport à l'écliptique.

## Compléments